# 新潟市立浜浦小学校
新潟市立浜浦小学校（にいがたしりつ はまうらしょうがっこう）は、新潟県新潟市中央区浜浦町にある公立小学校。

## 概要
- 1965年までは学校近辺に旧新潟競馬場（関屋競馬場）が存在した。
- 2010年4月、新潟市立学校適正配置審議会が新潟市教育委員会に提出した新潟市立小中学校の適正配置に関する答申には、隣接する有明台小学校、関屋小学校との統合案が盛り込まれている[1]。

## 沿革
- 1935年（明治10年）4月1日 - 新潟市立関屋尋常小学校より12学級528名を分離、新潟市浜浦尋常小学校として開校[2]。
- 1948年（昭和23年）4月 - 現在の校名となる[2]。
- 1963年（昭和38年） - 少女平和像が寄贈され、除幕式を挙行[2]。
- 2004年（平成16年）10月 - 学校創立70周年記念式典を挙行[2]。

## 教育目標
『よく考え進んでやりぬく 明るい心の子ども』

## 校歌
- 作詞：葛原𦱳[3]
- 作曲：小松耕輔

## 通学区域
- 新潟市中央区[4]
  - 汐見台、信濃町、関新1丁目（2番24～31号・3～8番）・2丁目（1番）・3丁目（1番）、関屋（一部[注 1]）、関屋御船蔵町、関屋金鉢山町、関屋金衛町1-2丁目、関屋昭和町1-3丁目、関屋新町通2丁目、関屋田町4丁目、関屋浜松町、関屋本村町1丁目（166～187番）・2丁目、関屋松波町3丁目、浜浦町1-2丁目